# Žiroslavlje
Žiroslavlje falu Horvátországban Verőce-Drávamente megyében. Közigazgatásilag Suhopoljéhoz tartozik.

## Fekvése
Verőce központjától légvonalban 17, közúton 20 km-re délkeletre, községközpontjától légvonalban 8, közúton 11 km-re keletre, Nyugat-Szlavóniában, a Papuk-hegység előterében, a Drávamenti-síkságon fekszik.

## Története
A település a 20. század elején keletkezett a Jugovo Poljétól északkeletre fekvő, egykor vizenyős, mocsaras területen, melyet a 19. században lecsapoltak. Lakosságát 1931-ben számlálták meg először, akkor 93-an lakták. 1991-ben 114 főnyi lakosságának 89%-a szerb, 10%-a horvát nemzetiségű volt. 2011-ben a településnek 74 lakosa volt.

## Lakossága
| Lakosság változása | Lakosság változása | Lakosság változása | Lakosság változása | Lakosság változása | Lakosság változása | Lakosság változása | Lakosság változása | Lakosság változása | Lakosság változása | Lakosság változása | Lakosság változása | Lakosság változása | Lakosság változása | Lakosság változása | Lakosság változása |
| ------------------ | ------------------ | ------------------ | ------------------ | ------------------ | ------------------ | ------------------ | ------------------ | ------------------ | ------------------ | ------------------ | ------------------ | ------------------ | ------------------ | ------------------ | ------------------ |
| 1857               | 1869               | 1880               | 1890               | 1900               | 1910               | 1921               | 1931               | 1948               | 1953               | 1961               | 1971               | 1981               | 1991               | 2001               | 2011               |
| 0                  | 0                  | 0                  | 0                  | 0                  | 0                  | 0                  | 93                 | 161                | 162                | 158                | 160                | 137                | 114                | 82                 | 74                 |